# Pandanus aldabraensis
Espèce
Statut de conservation UICN

 VU  : Vulnérable
Pandanus aldabraensis est une espèce de plantes de la famille des Pandanacées.